# Serica arkansana
Serica arkansana är en skalbaggsart som beskrevs av Dawson 1947. Serica arkansana ingår i släktet Serica och familjen Melolonthidae. Inga underarter finns listade i Catalogue of Life.